# Pseudanthias hypselosoma
Pseudanthias hypselosoma es una especie de peces de la familia Serranidae en el orden de los Perciformes.

## Morfología
Los machos pueden llegar alcanzar los 19 cm de longitud total.

## Hábitat
Es un pez  de mar de clima tropical y asociado a los  arrecifes de coral que vive entre 6-50 m de profundidad.

## Distribución geográfica
Se encuentra desde las Maldivas hasta Samoa, Taiwán,  las Islas Ryukyu  y la Gran Barrera de Coral.